# Nasrollah Entezam
Nasrollah Entezam (em persa نصر الله انتظام; næsroˈlːɔːh enteˈzɔːm; Teerã, 16 de fevereiro de 1900 – 19 de dezembro de 1980) foi um ministro e diplomata iraniano.
Em 1943 foi nomeado Ministro da Saúde no gabinete do primeiro ministro Ahmad Qavam. No gabinete seguinte de Ali Soheili assumiu inicialmente o Ministério dos Correios, Telégrafo e Telefone e depois o Ministério dos Transportes. Chefiou o Ministério dos Transportes até sua nomeação como Ministro das Relações Exteriores pelo primeiro-ministro Morteza Gholi Bayat. Em março de 1945 Entezam renunciou ao cargo de Ministro das Relações Exteriores para viajar com a delegação iraniana a São Francisco para a assembleia de fundação das Nações Unidas. A partir de 1947 foi o representante permanente e embaixador do seu país na Organização das Nações Unidas (ONU). Entezam foi Presidente da Assembleia Geral das Nações Unidas em 1950.
Em 1953 Entezam foi chamado de volta pelo primeiro-ministro Mohammed Mossadegh como embaixador nas Nações Unidas, sendo imediatamente enviado para Washington, D.C. após a derrubada de Mossadegh como embaixador iraniano. Em 1958 Entezam foi enviado a Paris como embaixador. Em 1962 retornou ao Irã para se tornar ministro sem pasta no gabinete do primeiro-ministro Asadollah Alam.
Seu irmão Abdullah Entezam-Saltaneh foi embaixador e Ministro das Relações Exteriores do Irã.